# Tereticus carinatus
Tereticus carinatus là một loài bọ cánh cứng trong họ Cerambycidae.